# 韋彥慈
韋彥慈（英語：Hugh Williams，1928年2月5日—），英國殖民地官員，曾任大埔理民官、副工商處長等職。

## 生平
韋彥慈於1928年2月在英國出生，其後於倫敦大學取得社會科學學士學位後，於1954年8月加入英屬砂拉越政府任職公務員。他在砂拉越任職六年後，於1960年8月加入香港政府任政務主任，並任輔政司署助理財政司。其後，他於1960年12月轉任勞工處勞工主任，至1961年12月離任，赴格拉斯哥大學進修中層管理人員課程。1962年7月，他返港任助理輔政司，並於1963年3月至1964年7月間赴生產力促進委員會參與議事，1964年3月成為該委員會的正式成員。
1964年4月，韋彥慈升任高級政務官，並於同月13日起出任大埔理民官一職。1964年中秋，大埔開始傳出流言，指出有工程人員在當地綁架小童及孕婦作打生樁之用，其後傳言在整個北約地區散播而引發廣泛恐慌，除影響學校運作外，更令警方出動防暴警員在元朗市中心巡邏。韋彥慈在當時迅速發出通函予鄉事委員會解釋事件純屬謠言，令事件得到平息。另外，在韋彥慈在任期間，大埔一帶亦逐漸進行填海工程，準備發展成新市鎮。然則，大埔墟一直受沒有食水供應所困擾。經理民府當局與當地居民多次商討後，接駁大埔墟的食水工程於1965年末完成。工程完竣後，大埔、粉嶺及上水一帶始有穩定的食水供應。1966年1月，韋彥慈卸任理民官返英度假，遺缺由時任副理民官鮑富達接任。其時，他曾於同年三月至五月間，在日內瓦的國際勞工研究所，進修與社會和勞工領域有關的知識。
1966年10月，韋彥慈返港任市政事務署助理署長，期間大力支持香港拯溺總會的發展，在任期間曾舉辦超過二十次針對青少年的海灘活動，至1969年4月離任。1967年3月，他被委任為「郊區的運用和保存臨時委員會」委員，並於翌年6月離任。1968年1月，韋彥慈升任為丙級政務官。
1969年11月，韋彥慈轉任勞工處助理處長。任內，他關注工廠僱用童工的問題，而童工問題亦在其任內逐漸趨零。1971年3月，他改任工商處助理處長，並於同年12月升任為副處長。1972年4月，他離任香港政府，並於同年6月展開提早退休前的休假。